# Marcello Trotta
Marcello Trotta (Santa Maria Capua Vetere, 29 de setembro de 1992) é um futebolista italiano que atua como atacante. Atualmente, joga pelo clube italiano Sassuolo emprestado ao FC Crotone.